# Janine Wulz
Janine Wulz (* 27. September 1985 in Villach) ist eine österreichische Politikerin und Unternehmensberaterin. Sie war von Juli 2011 bis Juli 2012 für den Klub Grüne & Alternative Student_innen (GRAS) Vorsitzende der ÖH. Von Juli 2012 bis Juni 2013 war sie zweite stellvertretende Vorsitzende.

## Leben und politischer Werdegang
Janine Wulz ist die Tochter von Andrea Wulz, Stadträtin der Klagenfurter Grünen, und wuchs in Klagenfurt auf. Nach einer Ausbildung zur Kindergartenpädagogin an der BAKIP Klagenfurt begann sie 2004 Politikwissenschaften und Bildungswissenschaften an der Universität Wien zu studieren.
Von 2000 bis 2004 engagierte sich Wulz bei der Grünalternativen Jugend Klagenfurt. 2001/2002 war sie Vorsitzende des Jugendbeirates Klagenfurt, ab 2010 Mitglied des Präsidiums der Landeskonferenz der Wiener Grünen. Von 1. März 2010 bis Oktober 2010 war sie Wirtschaftsreferentin der Österreichischen Hochschülerinnen- und Hochschülerschaft (ÖH). Von Juli 2011 bis Juli 2012 war sie für den Klub Grüne & Alternative StudentInnen (GRAS) Vorsitzende der ÖH. Von Juli 2012 bis Juni 2013 war sie zweite stellvertretende Vorsitzende.
Seit der Landtags- und Gemeinderatswahl in Wien 2015 ist Wulz Bezirksrätin in Wieden.

## Positionen
Von ihrer Jugend an war Wulz nach eigenen Angaben in antifaschistische Projekte involviert. Sie unterstützte auch die Proteste gegen den Wiener Korporations-Ball mit Hilfe der ÖH. Sie setzt sich gegen die Einführung von Studiengebühren ein sowie gegen die Ausweitung von Zugangsbeschränkungen an Hochschulen und für den freien Hochschulzugang. Darüber hinaus argumentiert sie für das allgemeinpolitische Mandat der ÖH.

## Kritik
Als Wirtschaftsreferentin der ÖH Uni Wien war sie 2011 an der Gründung des Studibeisls „Café Rosa“ beteiligt, welches ein Jahr nach ihrem Wechsel in die Bundesvertretung nach hohen finanziellen Verlusten geschlossen wurde. Die Staatsanwaltschaft Wien leitete zunächst Ermittlungen, wegen Untreue und Verdacht des satzungswidrigen Einsatzes von Mitteln der österreichischen Hochschülerschaft, ein, welche jedoch im Sommer 2015 eingestellt wurden. Der Betrieb des „Café Rosa“ selbst war auf Grund mangelnder Genehmigung des Wissenschaftsministeriums rechtswidrig, was Wulz ebenfalls angelastet wird. Ein von der ÖVP-nahen Aktionsgemeinschaft (AG) eingebrachter Abwahlantrag gegen Wulz wurde von über 60 % der ÖH-Mandatare abgelehnt. Im Jänner 2014 wurde ihr von der FPÖ und einigen Medien Mitschuld an den Ausschreitungen rund um den Wiener Akademikerball vorgeworfen. Wulz bezeichnete die Vorwürfe gegen sie als „total absurd“ und die Gewaltverursacher vom Schwarzen Block als „Schwachköpfe“.